# キントキダイ
キントキダイ （金時鯛、Priacanthus macracanthus）は、キントキダイ科に属する魚類。広義には、キントキダイ科 (Priacanthidae) の魚の総称。

## 特徴
最大体長30 cm。全身が光沢のある赤色をしている。体の割に腹鰭、背鰭、臀鰭が大きく、これらの鰭には褐色の丸い斑点が散らばっている。全身は小さく硬い鱗に覆われ、ザラザラしている。口は大きく、下あごが前に突き出ている。目が大きく、英名 "Red bigeye" や中国名 "大眼鯛" なども目の大きさに由来した名前である。瞳の部分は角度によって赤色や金色にも見えるため、地方名でアカメやキンメなどがある。ただしアカメやキンメダイとはまた別の魚である。
西日本の沿岸部から東シナ海、西太平洋、インド洋まで広く分布し、浅い海から水深300-400mくらいまでの、岩礁やサンゴ礁域に群れを作って生息する。夜行性で、大きな目は夜に泳ぎ回って獲物を探すのに役立つ。食性は肉食性で、小魚や甲殻類などを捕食する。
底引き網、刺し網、深海釣りなどで漁獲され、食用にされるが、現在は市場に出回る量が少なくなっている。

## 食材
身が締まった美味な白身魚で、日本では刺身、煮付け、干物など様々な料理で食べられる。中華料理の福建料理、広東料理などでは、「大眼鯛」、「大眼鶏」などと称して、ミナミキントキなどと同様に、蒸し魚、「紅焼」と呼ばれる煮魚、「煎魚」と呼ばれる鉄板焼き、ショウガを加えた澄まし汁などにして食べられる。
ザラザラした鱗は皮ごと引くか、またはそのまま調理して食べるときに取り除く。

## 別名
アカメ（長崎県）、ウマヌスット、キントキ、キンメなど

## 近縁種
キントキダイ科の魚は20種ほどが知られており、キントキダイと同じく食用にされる。
- ホウセキキントキ Priacanthus hamrur (Moontail bullseye)
  - 体長40cmほどの大型種。キントキダイに似ているが、尾びれの上端と下端が出ていること、ひれに斑点がないことなどで区別できる。
- キビレキントキ Priacanthus zaiserae
  - 体長25cmほど。名のとおり胸びれが黄色い。
- ミナミキントキ Priacanthus sagittarius
  - 体長30cmほど。背びれの前部と腹びれの付け根が黒い。
- ゴマヒレキントキ Heteropriacanthus cruentatus (Glass bigeye)
  - 体長15cmほどの小型種。体側や各ひれに赤い斑点が散らばっている。
- チカメキントキ Cookeolus japonicus (Longfinned bullseye)
  - 体長25cmほど。横から見るとキントキダイよりも体が丸く、卵形をしている。また、各ひれも大きく、特に腹びれが長くて黒っぽいのが特徴である。
- クルマダイ Pristigenys niphonia
  - 体長20cmほど。チカメキントキに似ているがさらに体が丸く、円盤形に近い。幼魚には横しまがある。